# 长滩镇 (富顺县)
长滩镇，是中华人民共和国四川省自贡市富顺县下辖的一个乡镇级行政单位。2019年9月撤销石道乡，将其所属行政区域划归长滩镇管辖，长滩镇人民政府驻东街69号。

## 行政区划
长滩镇下辖以下地区：
长滩坝社区、碑山村、鱼坝村、白岩村、仁和村、均安村、胡观村、青苔村和天马村。